# Подречє
Подречє (словен. Podrečje) — поселення в общині Домжале, Осреднєсловенський регіон, Словенія. 
Висота над рівнем моря: 304,3 м.